# Veronica myosotoides
Veronica myosotoides är en grobladsväxtart som först beskrevs av Ashwin, och fick sitt nu gällande namn av Garn.-jones. Veronica myosotoides ingår i släktet veronikor, och familjen grobladsväxter. Inga underarter finns listade i Catalogue of Life.